# Bathynomus giganteus
A Bathynomus giganteus vagy óriás ászkarák a felsőbbrendű rákok (Malacostraca) osztályának ászkarákok (Isopoda) rendjének Cirolanidae családjának a Bathynomus nemébe tartozó faj. A nemének első elismert faja. A nemébe tartozó legnagyobb elterjedésű faj. Nem hivatalos, de használt magyar neve a közönséges óriásászka.

## Kinézete
A Bathynomus giganteus a legnagyobb ismert ászkafaj, akár az 50 cm-es hosszúságot is elérheti. Az ászkákra jellemző kinézettel rendelkezik. Váza szelvényezett: egy feji rész, 7 testi és 5 faroki szelvény, valamint egy nagy, páncélszerű úszó. (De sok helyen a fej és az első szelvény egybeforrt). Farokvégtagjai úszókká fejlődtek, első két pár végtagja táplálkozásra módosult. Szája és szájszervei arra módosultak, hogy könnyedén nagyobb falatokat tudjon levágni és lenyelni. Szemei összetettek, látása limitált. Ez főleg az óceánfenéki dögevő életmódjához kell.
Az állat akár 5-7 évig is kibírja élelem nélkül.

## Élőhelye
Jellemzően a sötét tengerfenéket szereti. Megtalálható 310-2300 m mélyen.
Térben elhelyezkedően főleg a kelet-amerikai partszakaszon (Új-Skóciától Francia Guyanáig) és a Karib-szigetek teljes partszakaszán él. Kisebb mennyiségekben még előfordul:
- Az Indiai-óceánban a Keleti-kilencvenes-hátságon, a Broken-platón, a Kerguélen-szigetek környező fenékhegységén, valamint a Délnyugat-Indiaióceáni-hátságon
- az Atlanti-óceánban az Északatlanti-hátságon és a Rio-Grande-háton
- A Falkland-platón
- Kelet-Ázsiában Japán nyugati és keleti partjainál, a Rjúkjú-szigeteken és a Nanpo-szigeteken. Kína délkeleti partszakaszán és Hajkou szigetén, valamint Tajvan partjainál
- Az Indonéz-szigetvilágon is Borneó nyugati partjain kívül mindenhol[4]